# Ellen R. M. Druffel
Ellen Rodríguez Mary Druffel es una oceanógrafa y geoquímica isotópica estadounidense.

## Trayectoria
Ellen R. M. Druffel es profesora y preside la Cátedra Fred Kavli en Ciencias del Sistema Terrestre en la Universidad de California en Irvine, donde fue una de las profesoras fundadoras del departamento. Recibió una licenciatura en química de la Universidad Loyola Marymount en 1975 y un doctorado en química en 1980 del departamento de Química de la Universidad de California en San Diego, donde obtuvo su doctorado bajo la supervisión de Hans Suess.

## Investigación
La investigación de Druffel utiliza el radiocarbono para rastrear los procesos marinos, enfocándose en dos áreas: registros de paleoclima de coral y ciclos de carbono de materia orgánica marina.  Es autora de más de 180 publicaciones en la literatura científica.

## Premios
En 1990, Druffel recibió la Medalla James B. Macelwane de la Unión Americana de Geofísica y en 2001 fue elegida miembro de la Asociación Estadounidense para el Avance de la Ciencia. En 2004 recibió el premio Ruth Patrick de la American Society of Limnology and Oceanography «para honrar la investigación sobresaliente realizada por un científico en la aplicación de los principios de las ciencias acuáticas básicas para la identificación, el análisis y/o la solución de problemas ambientales importantes». Este premio reconoció «sus contribuciones críticas sostenidas sobre la composición y la edad del carbono disuelto, particulado y sedimentario y por fomentar la comprensión de los procesos que gobiernan el destino y la distribución del carbono oceánico 
y el importante papel que desempeñan los océanos en el flujo global de carbono». En 2016 fue galardonada con la Medalla Roger Revelle de la Unión Americana de Geofísica.

## Publicaciones destacadas
- Aged black carbon in marine sediments and sinking particles [6]
- Chemosynthetic origin of 14C-depleted dissolved organic matter in a ridge-flank hydrothermal system[7]
- Aged black carbon identified in marine dissolved organic carbon[8]
- Variable ageing and storage of dissolved organic components in the open ocean[9]
- Ocean margins as a significant source of organic matter to the deep open ocean[10]
- Black carbon in deep-sea sediments[11]
- Geochemistry of corals: Proxies of past ocean chemistry, ocean circulation, and climate[12]
- Gas chromatographic isolation of individual compounds from complex matrices for radiocarbon dating[13]
- Looking at gender distribution among AGU Fellows[14]
- A Large Drop in Atmospheric 14C/12C and Reduced Melting in the Younger Dryas, Documented with 230Th Ages of Corals[15]
- Cycling of Dissolved and Particulate Organic Matter in the Open Ocean[16]
- Radiocarbon in Dissolved Organic-Matter in the Central North Pacific Ocean[17]
- Radiocarbon in annual coral rings of Florida[18]